# 腰

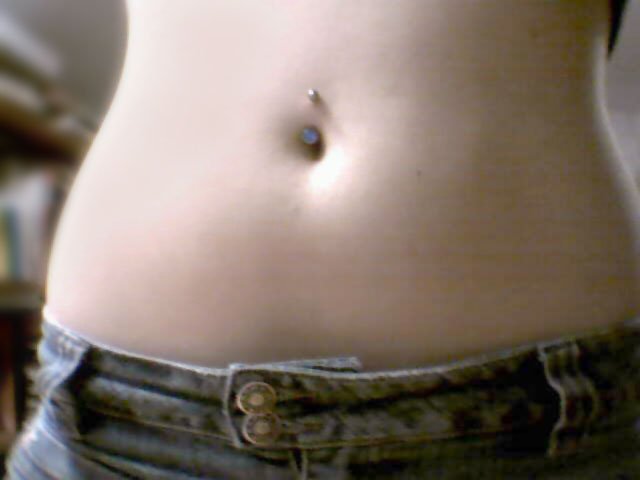
腰部

腰部是動物腹部的一部份，在肋骨以下，臀部以上。一般來說，腰部是軀幹中最幼的部份。
腰後的凹陷處又稱腰窩，是傳說中的維納斯之眼。

## 外部連結
- 解剖學(Anatomy)-骨頭-lumbar vertebrae(腰椎) （页面存档备份，存于）
- 週邊神經系統(Peripheral nerve)-Lumbar plexus(腰神經叢) （页面存档备份，存于）